# Dr. Nassaulaan 7 (Assen)
Het pand aan de Dr. Nassaulaan 7 in Assen is een monumentaal herenhuis.

## Achtergrond
Het huis aan de Dr. Nassaulaan werd in 1876 gebouwd in opdracht van zaakwaarnemer Pieter Westerdijk, en werd ontworpen door architect Geert Stel in een eclectische stijl met invloeden van de chaletstijl en gotiek. De villa staat schuin ten opzichte van de straat en kijkt aan de voorzijde uit op de T-splitsing van de Nassaulaan en het Van der Feltzpark. Het pand valt binnen het beschermd stadsgezicht van Assen.

## Beschrijving
Het huis is opgetrokken in twee bouwlagen op een L-vormig plattegrond onder zadeldaken. De drie-assige voorgevel heeft een symmetrische indeling. In het middenrisaliet is een serre opgetrokken, met achthoekige gietijzeren kolommen met kapitelen. Op het plat boven de serre komt een dubbele porte brisée met rondboog-bovenlichten uit. In de geveltop is een rond oeil de boeuf aangebracht. Het geheel wordt overdekt door een uitkraging van de kap, die steunt op ronde kolommen met kapitelen in het verlengde van de kolommen van de serre. De traveeën aan weerszijden zijn voorzien van vensters met doorgetrokken onderdorpels onder tudorboog op de begane grond. Op de verdieping zijn rondgebogen vensters met boogtraceringen in de bovenlichten geplaatst.
In de zijgevel aan de kant van de Nassaulaan is een gevelsteen aangebracht waarop het jaartal 1876 en de naam P.B. Westerdijk staan vermeld. Deze zal als eerste steen zijn geplaatst door de dan zevenjarige Pieter Bernard, zoon van de opdrachtgever. Het rechterdeel van de gevel bevat de entree, een paneel- vleugeldeur met gietijzeren raamijzers, een geprofileerd kalf en een tudorboogvormig bovenlicht met glas in lood.
Het huis is als "een bijzonder mooi en gaaf voorbeeld van eclectische woonhuisarchitectuur voor de gegoede burgerij" in 1994 als rijksmonument opgenomen in het Monumentenregister.